# Commelina boissieriana
Commelina boissieriana är en himmelsblomsväxtart som beskrevs av Charles Baron Clarke. Commelina boissieriana ingår i släktet himmelsblommor, och familjen himmelsblomsväxter. Inga underarter finns listade.